# Anthony B
Anthony B  (szül. Keith Blair) (Kingston, 1976. március 31. –)  jamaicai reggae és dancehall zenész.

## Fiatalkora
Blair Jamaicán, a Trelawny megyében található Clarks Town településen nőtt fel. A család mélyen vallásos volt, a spiritualitás mély benyomást hagyott rajta. Fiatalkorában kedvenc zenészei a jamaicai reggae nagyjai, Bob Marley, Peter Tosh és Bunny Wailer voltak, akik zenei stílusát is befolyásolták. Különösen Peter Tosh hatása, ami elsősorban Anthony B előadásmódján és forradalmi szövegein vehető észre.
Tizenéves korában csatlakozott a rasztafariánus mozgalomhoz, amit a családja különösen rosszul fogadott. Mivel Anthony B megtagadta, hogy feladja új vallását és raszta frizuráját, a családi otthonban nem maradhatott és az egyik nagybácsijához költözött, aki Kingston egyik külvárosában, Portmore-ban lakott.

## Karrier
A középiskola alatt kezdett Anthony B zenélni, először mint DJ a helyi zenekar, a Shaggy Hi-Power tagjaként. 1988-ban megismerkedett olyan raggea zenészekkel, mint Determine, Mega Banton, Ricky General és Terror Fabulous. Ebben az időszakban a reggae zenészek gyakran meglehetősen pajzán dalokat énekeltek. Anthony B ezt elítélte és inkább politikai tartalmú számokat kezdett írni az ún gyal chunes (kb. csajos dalok) helyett. 1993-ban adtak ki első kislemezét "The Living is Hard" címmel. Számos producerrel dolgozott, de úgy találta, hogy egyik sem tud alkalmazkodni egyedi stílusához és végül Richard "Bello" Bell-el kezdett dolgozni. Együtt hoztak létre olyan sikerszámokat, mint a "Fire Pon Rome", "Raid Di Barn", "Rumour" és a "Repentance Time." 1996-ban jelent meg első nagylemeze Real Revolutionary címmel, ami nagy sikert aratott a raggae közösségben. 1997-ben adta ki következő albumát, amely az Universal Struggle címet viselte és amely tanúságot tett arról, hogy Anthony B-nek nem csak egy nagylemezre volt elég a tehetsége. Ezt követően számos albuma jelent meg: Seven Seals (1999), Street Knowledge (2003), Untouchable (2004), amelyen Wyclef Jean is szerepelt, Black Star &  My Hope (2005) és legutoljára a Suffering Man (2006) és Higher Meditation (2007).

### Koncertek
Anthony B számos koncertet adott Európában és Észak-Amerikában, ahol energikus előadásmódjáról lett híres.

## Vallás
Anthony B a rasztafári mozgalom Bobo Ashanti ágához tartozik. Az irányzat követőit (Bobo Dreads) elsősorban hosszú köntöseikről és turbánjukról lehet megismerni. A Bobo Ashhanti ág még abban különbözik a többi rasztafári rendtől, hogy a fekete felsőbbrendűséget hirdeti, ami Anthony B dalaiban is megmutatkozik. Másik jellegzetessége, hogy a koncertek alatt számos alkalommal kelt ki a homoszexuálisok ellen (batty boys).

## Lemezek

### Nagylemezek
- Predator & Prey (1996, Alpha Enterprises)
- Real Revolutionary / So Many Things (1996, Greensleeves)
- Universal Struggle (1997, VP Records)
- Seven Seals (1999, VP Records)
- That's Life (2001, VP Records)
- More Love (2001, AO ! Records)
- Live On The Battlefield (2002, Jahmin' Records)
- Reggae Max (2002, Jet Star)
- Street Knowledge (2003, VP Records)
- Judgment Time (2003, 2B1 Records)
- Smoke Free (2003, Bogalusa Records)
- Voice Of Jamaica vol. 2 (2003, Nocturne)
- Wise Man Chant (2004, Black Scorpio)
- Justice Fight (2004, Nocturne)
- Untouchable (2004, Togetherness Records)
- Powers Of Creation (2004, Nocturne)
- Black Star (2005, Greensleeves)
- My Hope (2005, AL.TA.FA.AN. / Minor 7 Flat 5)
- Suffering Man (2006 Tad's Records)
- Higher Meditation (2007 Greensleeves)

### Válogatások
- Chanting Down Babylon (1997, Power Play); live, with Buju Banton
- 2 Strong (1998, Star Trail/VP Records); with Sizzla
- Anthony B & Idren (1998, Jamaican Vibes)
- Anthony B & Friends (1998, Rhino Records)
- Nazarene Vow (1999, Records Factory); with Junior Timba
- 3 Wise Men (1999, J&D); with Sizzla and Luciano
- One Mission (1999, J&D); with Capleton
- Saddle To The East (2001, Brick Wall); with Jah Mason and Steve Machete
- 4 Rebels (2001, VP Records); with Sizzla, Luciano, and Yami Bolo
- The Five Disciples (2001, Penitentiary / Jet Star); with Sizzla, Luciano, Junior Kelly, and Capleton
- We Three Kings (2001, AO ! Records); with Sizzla
- We Three Kings (2002, Navarre); with Capleton and Luciano
- Four The Hard Way (2002, City Hall); with Capleton, Sizzla, and Luciano
- Kings Of Zion (2002, Jet Star); with Capleton, Sizzla, and Junior Kelly
- 5 Blazing Fires (2002, Fire Ball); with Admiral Tibbett, Sizzla, Capleton, and Michael Fabulous
- Five Disciples Part II (2003, Jet Star); with Capleton, Luciano, Sizzla, and Jr. Kelly
- Kings Of Zion vol. 3 (2005, Charm); with Capleton, Sizzla, and Turbulence
- Jah Warriors vol. III (2005, Penitentiary); with Luciano